# Пенья-Гарсия
Пе́нья-Гарси́я (порт. Penha Garcia) — район (фрегезия) в Португалии, входит в округ Каштелу-Бранку. Является составной частью муниципалитета Иданья-а-Нова. По старому административному делению входил в провинцию Бейра-Байша. Входит в экономико-статистический субрегион Бейра-Интериор-Сул, который входит в Центральный регион. Население составляет 928 человек на 2001 год. Занимает площадь 128,57 км².
Покровительницей района считается Дева Мария.